# Museo del papiro
Il Museo del papiro "Corrado Basile" di Siracusa è ubicato in via Nizza, nell'ex convento di Sant'Agostino in Ortigia.

## Il museo

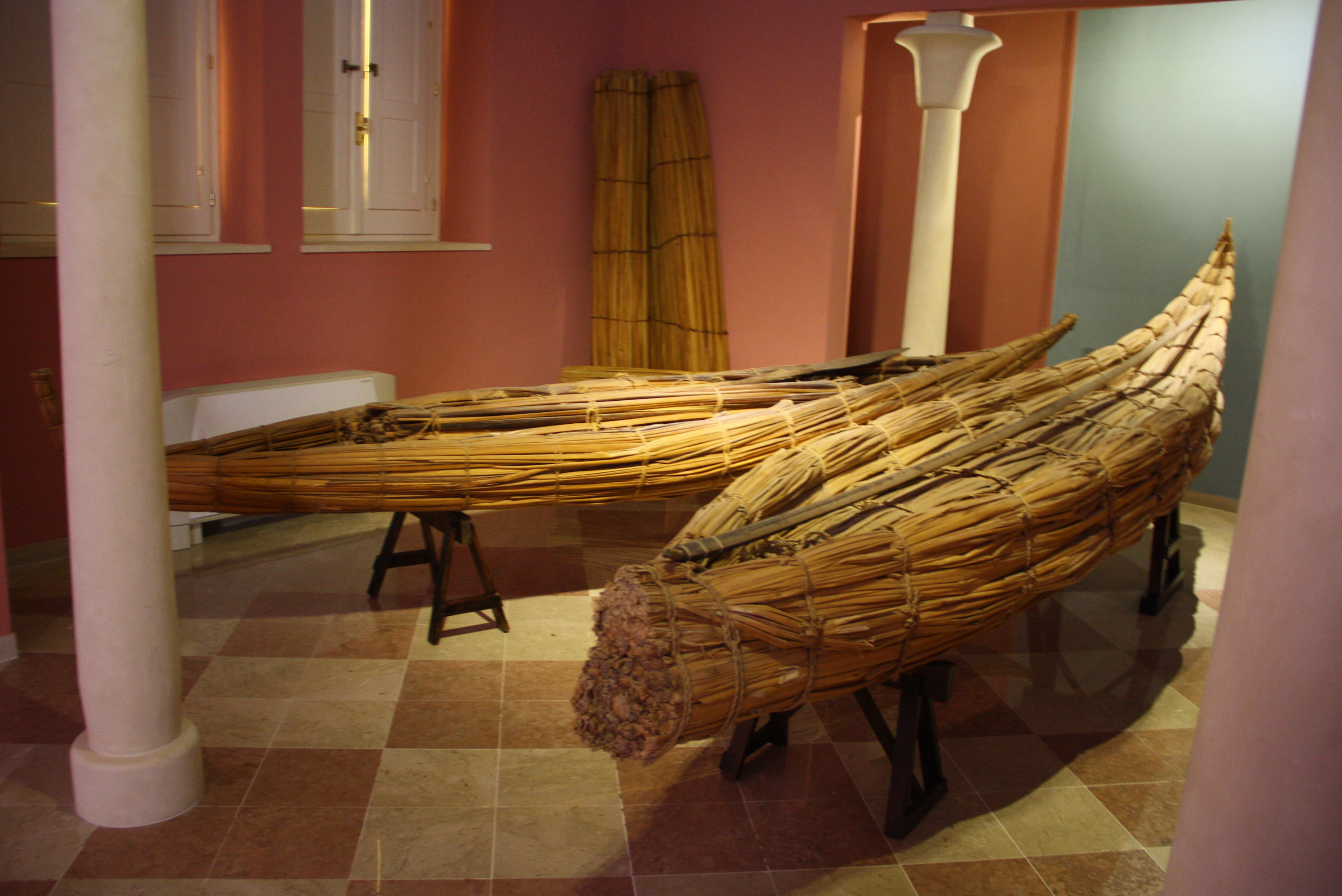
Barche in papiro dal lago Ciad.

Il Museo del papiro "Corrado Basile", creato e gestito dall'Istituto internazionale del papiro, ente avente personalità giuridica non a fini di lucro, fondato da Corrado Basile e Anna Di Natale nel 1987, si occupa dello studio, della conservazione e della divulgazione delle testimonianze della cultura del  papiro.
Il Museo del papiro di Siracusa è promotore del progetto "Restauro conservativo dei papiri in Egitto", diretto da Corrado Basile, nell'ambito del quale sono svolte varie attività: missioni di restauro conservativo dei papiri del Museo egizio del Cairo, della Bibliotheca Alexandrina e del Museo greco-romano di Alessandria, gemellaggio con la Bibliotheca Alexandrina, creazione del Laboratorio di restauro conservativo dei papiri nel Museo egizio del Cairo, corsi di restauro dei papiri.
Il visitatore può assistere alla lavorazione della carta di papiro ed avere una immagine viva della storia del papiro dalle origini ad oggi.
Per la completezza dei reperti esposti e per l'attività didattica svolta, il museo, nonostante le dimensioni non estese, è stato inserito nell'elenco dei musei selezionati per il prestigioso European Museum of the Year Award 1995. L'ubicazione del museo è difatti ridotta rispetto allo spazio di cui necessiterebbe per esporre tutta la cultura del papiro, anche se il problema si è attenuato, parzialmente, con il trasferimento, avvenuto nella primavera 2014, nella sede dell'ex convento di Sant'Agostino in via Nizza, in Ortigia.
Il Museo del papiro ospita la sede dell'Istituto italiano per la civiltà egizia.
Nel 2016 il museo ha acquisito un papiro contenente un frammento unico dell'opera De caelo di Aristotele e nello stesso tempo espanderà l'esposizione con nuovi papiri di importante valore storico.
Nell'aprile del 2018 il museo ha messo in vendita dei papiri della sua collezione per poter evitare la chiusura e investire risorse in nuove attività. Il problema sarebbe legato ai pochi finanziamenti regionali. La notizia ha destato scalpore tra i media nazionali.

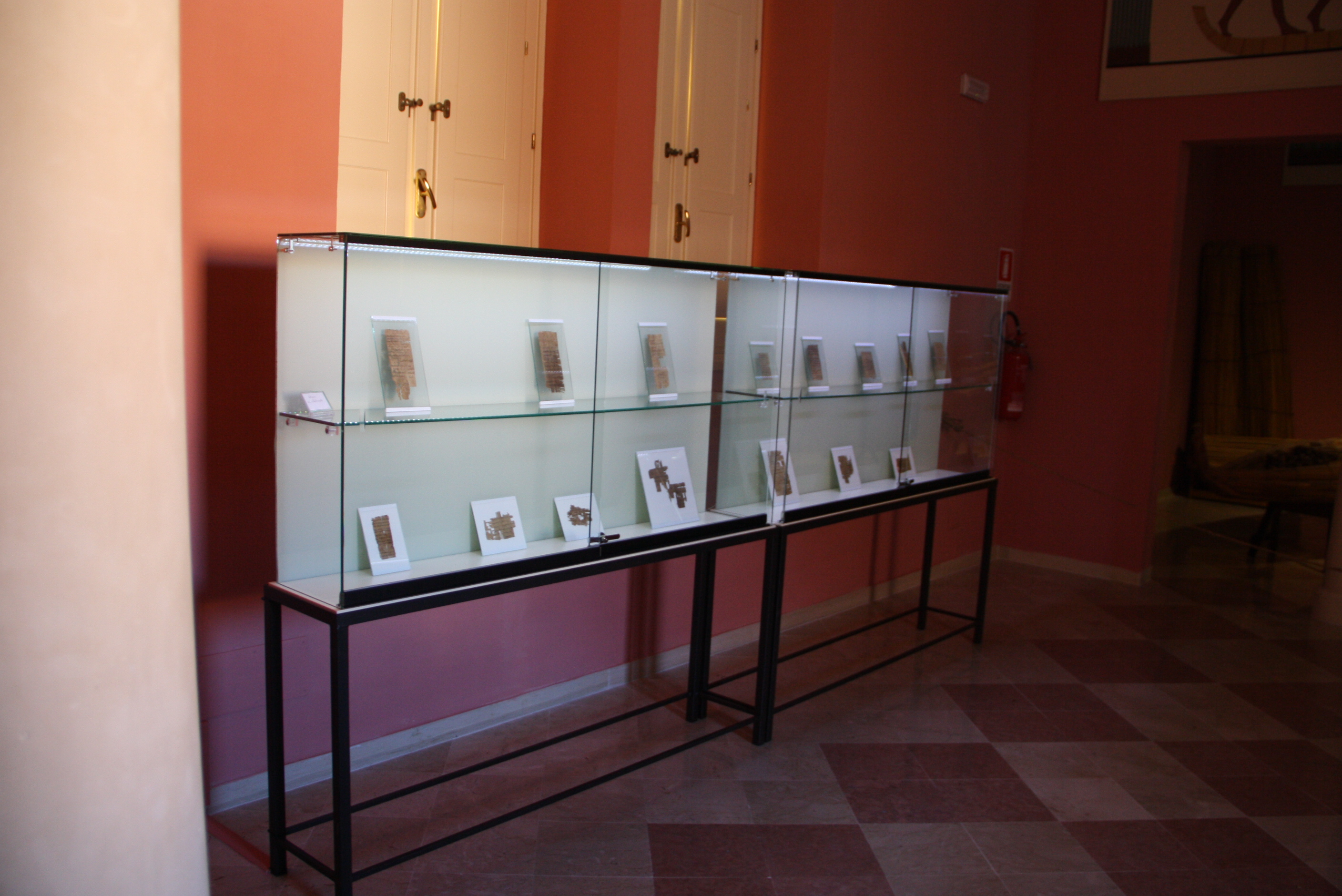
I papiri antichi della collezione del museo

## Esposizioni del Museo del papiro
Nelle sale del museo sono esposti: 

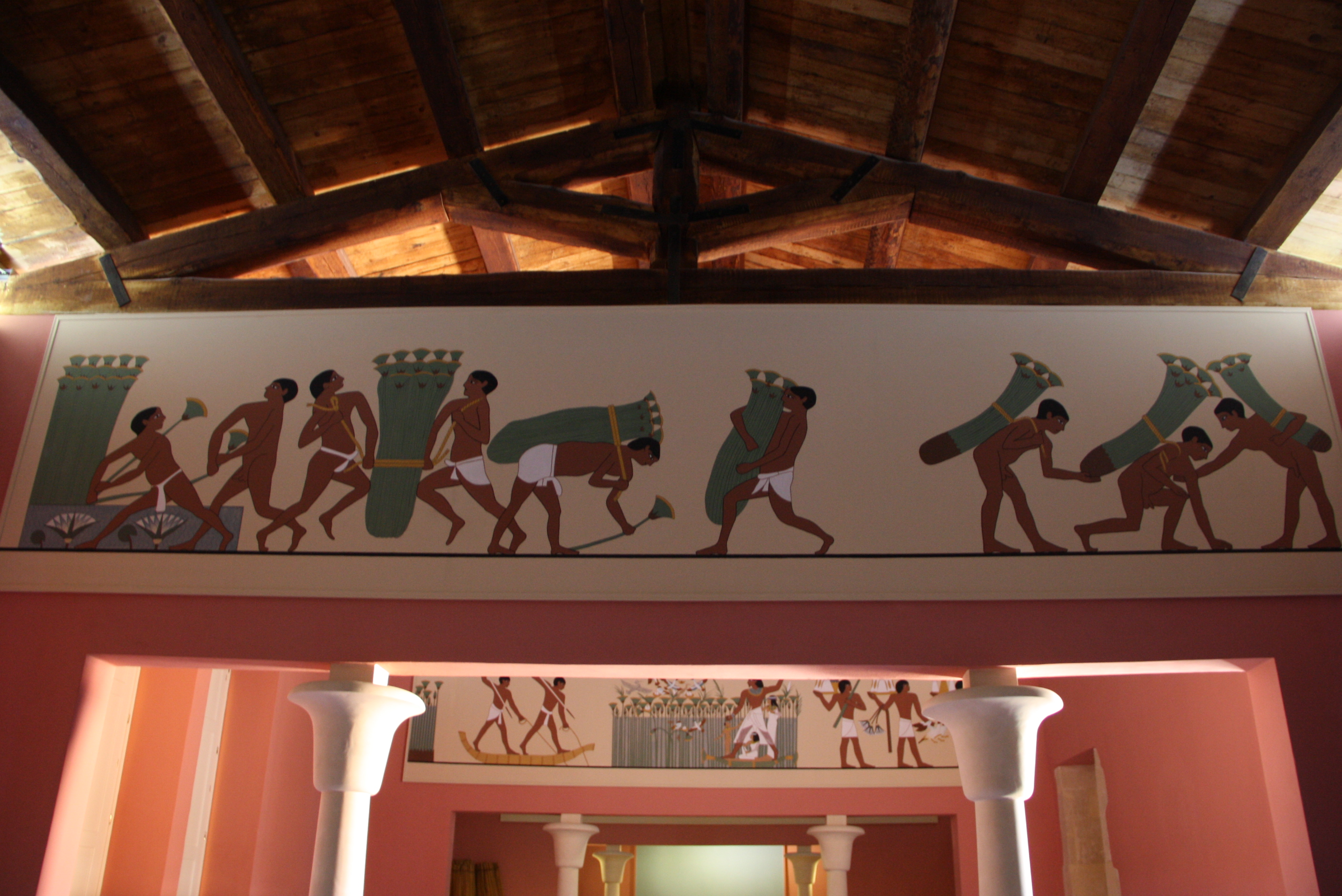
Lavorazione del papiro in Egitto antico

- papiri faraonici, ieratici, demotici, greci e copti;
- papiri prodotti a Siracusa dal XIX secolo;
- manufatti in papiro (corde, stuoie, recipienti, sandali, ecc.);
- barche di papiro provenienti dall'Etiopia e dal lago Ciad, con ampia documentazione sulle tecniche di fabbricazione;
- un erbario comprendente ombrelle di Cyperus papyrus raccolte lungo il Nilo (Kenya, Uganda, Sudan, Etiopia, Egitto), nel lago Ciad, nel lago Hula (Israele) e in Sicilia (Fiumefreddo e Siracusa);
- gli utensili e i materiali per la scrittura (mortai e pestelli, tavolozze, pennelli, colori, adesivi per inchiostri, resine e gommoresine, ecc.);
- un'ampia documentazione storica sulle origini del papiro e sulla fabbricazione della carta;
- decorazioni parietali che raffigurano il papiro e documentano gli usi che di esso si facevano.

È inoltre presente una saletta per le proiezioni di documentari e nei nuovi e più ampi locali la biblioteca, la sala per mostre temporanee, i laboratori didattici nonché la  Scuola internazionale di restauro di papiri.

## Attività del museo
Il museo oltre ad avere scopo espositivo svolge anche attività didattico-scientifiche:
- studi sulle antiche tecniche di manifattura, trattamento e conservazione dei papiri;
- analisi del DNA nei papiri;
- il papiro in Sicilia;
- studi per la salvaguardia del papiro (Cyperus papyrus L.) del fiume Ciane;
- affidamento dei papiri della Fonte Aretusa (Siracusa);
- restauro conservativo dei papiri in Egitto;
- didattica;
- convegni.